# Zoe Uphill
Zoe Uphill (ur. 8 września 1982 r. w Kiama) – australijska wioślarka.

## Osiągnięcia
- Mistrzostwa Świata – Monachium 2007 – jedynka – 13. miejsce[1].
- Igrzyska Olimpijskie – Pekin 2008 – czwórka podwójna – 6. miejsce[1].